# Raúl Monroy
Raúl Monroy ist ein ehemaliger mexikanischer Fußballspieler, der vorwiegend in der Abwehr bzw. im defensiven Mittelfeld agierte.

## Laufbahn
Monroy kam 1965 in den Nachwuchsbereich des Club Deportivo Guadalajara und erhielt 1968/69 beim selben Verein einen Profivertrag.
Die erfolgreichste Spielzeit seiner kurzen Laufbahn als Fußballprofi war die Saison 1969/70, in der er sowohl die mexikanische Fußballmeisterschaft als auch den Pokalwettbewerb und (durch diesen Doppelsieg zwangsläufig auch) den Supercup gewann.
Monroy war kein regelmäßiger Stammspieler der Meistermannschaft in der Saison 1969/70, bestritt aber das vor der Punktspielrunde am 31. Mai 1969 ausgetragene Pokalfinale gegen den CF Torreón, das im heimischen Estadio Jalisco  mit 3:2 gewonnen wurde und nach dem auch im Hinspiel errungenen 2:1-Erfolg der Mannschaft aus Guadalajara den Pokalsieg bedeutete.
Monroy spielte noch bis 1973 für den CD Guadalajara und wechselte anschließend zu Unión de Curtidores in die zweite Liga. Dort spielte er allerdings nur einige Monate und beendete noch im selben Jahr seine aktive Laufbahn.

## Trivia
Neben den in der Saison 1969/70 mit Chivas errungenen Erfolgen bleibt ihm aus dem Jahr 1970 noch ein besonderes Ereignis in Erinnerung. Denn nach einem zwischen dem CD Guadalajara und dem brasilianischen FC Santos vereinbarten Privatspiel tauschte Monroy das Trikot mit Pelé.

## Erfolge
- Mexikanischer Meister: 1970
- Mexikanischer Pokalsieger: 1970
- Mexikanischer Supercup: 1970